# Nagy József (nevelő)
Nagy József (Vámoskarakó (Vas megye), 1820. február 27. – Arad, 1884. március 17.) nevelő, tanítóegyesületi elnök, 1848-as honvédfőhadnagy.

## Élete
Kőszegen és Szombathelyt végezte tanulmányait; tanítói képesítését 1842-ben nyerte Veszprémben. 1844. június 15-től 1854-ig elemi tanító volt Aradon, azután kisdedek alapnevelője. Tanítói működése közben a szabadságharc alatt honvéd lett és a 29. zászlóaljba sorozták be. Csakhamar főhadnagy és Asztalos Sándornak, Arad hős védőjének segédtisztje lett. Egyik csatában ő mentette meg a 29. zászlóalj zászlóját, mely sértetlenül később is birtokában maradt. Szabadelvű eszméi 1854-ben ismét politikai mozgalmakba vitték s elfogatván, 1857-ig Pesten, Bécsben, de legtöbb időt Josefstadtban töltött fogságban. 1858-ban, midőn fogságából kiszabadult, nyitotta meg óvóintézetét. Az Aradvidéki Tanítóegyesületnek alapításától (1870) elnöke volt. Arad városnak és megyének több ízben volt törvényhatósági képviselője; a Budapesti Népnevelők Egyletének tiszteleti tagja, az Országos Honvédegyletben ő volt az aradi honvédegylet képviselője; a városi árvaszék és több bizottság tagja. Az Aradvidéki Tanítóegylet ezüst billikommal tisztelte meg.
Szépirodalmi lapok levelezője volt (1843-44.); az Aradi Lapok és az Aradi Naptár munkatársa, illetve szerkesztő-társa (1850-51); az utóbbiban czikke: A nevelés körül; az Aradvidéki Tanítóegyesület Évkönyvében (1873. A nevelés malasztja); az Alföldben (1875. A gyermekek túlérettsége); a tanítók II. egyetemes gyűlése Naplójában (A felnőttek oktatása).
Arcképe: fametszet, rajzolta Pollák Zs. a Szöllőssy és Györgyössy Emlékkönyvében.

## Munkái
- Az országos kisdedóvás mai állapota. Arad. 1864.
- 1849. febr. 8. Az elesett honvédek emlék-szobrának felállítása. Arad, 1873.